# Cyrtognatha atopica
Cyrtognatha atopica là một loài nhện trong họ Tetragnathidae.
Loài này thuộc chi Cyrtognatha. Cyrtognatha atopica được miêu tả năm 2009 bởi Dimitrov & Hormiga.